# Bracelets de sang
Pour plus de détails, voir Fiche technique et Distribution.
Bracelets de sang (Il giustiziere sfida la città) est un film du genre poliziottesco réalisé par Umberto Lenzi et sorti en 1975. 

## Synopsis
Tomás Milián joue « Rambo », un ex-flic qui cherche à se venger de deux puissantes familles du crime responsables de l'assassinat de son ami.

## Fiche technique
- Titre original : Il giustiziere sfida la città[1]
- Titre français : Bracelets de sang[2]
- Réalisation : Umberto Lenzi
- Idée originale et scénario :	Vincenzo Mannino
- Photographie : Federico Zanni
- Montage :Daniele Alabiso
- Effets spéciaux : Cataldo Galiano
- Musique : Franco Micalizzi
- Décors : Giacomo Calò Carducci
- Costumes : Walter Patriarca
- Production : Luciano Martino
- Sociétés de production : Dania Film et Medusa Distribuzione
- Pays de production :  Italie
- Langue : Italien
- Format : Couleur (Eastmancolor) - 2,35:1 - Son mono - 35 mm
- Genre : Poliziottesco
- Durée : 95 minutes
- Date de sortie :
  - Italie : 16 août 1975

## Distribution
- Tomás Milián (VF : Bernard Murat) : Rambo
- Joseph Cotten (VF : Jean-Claude Michel) : Paternò
- Adolfo Lastretti (VF : Pierre Arditi) : Ciccio Paternò
- Luciano Catenacci (VF : Edmond Bernard) : Conti.
- Mario Piave (VF : Dominique Paturel) : Pino Scalia
- Maria Fiore (VF : Nadine Alari) : Maria Scalia
- Duilio Cruciani : Luigino Scalia
- Silvano Tranquilli (VF : Jacques Degor) : Fra. Marco Marsili
- Evelyn Stewart (VF : Nelly Benedetti): épouse de l'ingénieur Marsili
- Femi Benussi (VF : Béatrice Delfe) : Flora
- Alessandro Cocco : Giampiero Marsili
- Giuseppe Castellano (VF : Claude d'Yd) : Homme de main de Conti
- Luciano Pigozzi (VF : Michel Barbey) : Homme de main de Conti
- Riccardo Petrazzi (VF : Gérard Dessalles) : Homme de main de Conti
- Antonio Casale (VF : Jacques Richard) : Philip Duval
- Tom Felleghy (VF : Yves Brainville) : Commandant Ferrari
- Mario Novelli (VF : Maurice Sarfati) : Franco
- Guido Alberti (VF : Albert de Médina) : Propriétaire du billard

## Production
Le film est antérieur à  Rambo de Ted Kotcheff, le film qui a fait découvrir au public sept ans auparavant « John Rambo » de David Morrell. Tomás Milián a lu le roman de David Morrell sur un vol depuis les États-Unis jusqu'à Rome. Aimant l'histoire, il en a parlé à des producteurs italiens en se proposant pour le rôle de John Rambo. Mais cela n'a pas abouti, néanmoins il a été autorisé à utiliser le surnom « Rambo » dans le film poliziottesco dont il est la vedette. Le film n'est pas adapté du roman, Lenzi indiquant qu'il s'est inspiré des films de Don Siegel.

## Diffusion
Bracelets de sang est sorti en Italie sous le titre original italien : Il giustiziere sfida la città le 16 août 1975, distribué par Medusa. Il a encaissé 1 451 703 190 lires italiennes. l'historien du cinéma Roberto Curti le décrit comme « un énorme succès en Italie ».
Bracelets de sang a été distribué aux États-Unis par Sam Sherman's International Indépendant sous le titre de Rambo's Revenge et en vidéo comme Final Payment. Il a été diffusé sous le titre One Just Man au Royaume-Uni.